# Стеблерубы
Стеблерубы (лат. Brachycentridae) — семейство ручейников подотряда Integripalpia.

## Распространение
Голарктика и Юго-восточная Азия. В России 4 рода и около 13 видов.

## Описание
Среднего размера ручейники (около 1 см) с широкой и короткой головой. Личинки живут на дне водоёмом разного типа в домиках из песчинок, детрита, шёлка. Нижнечелюстные щупики самок состоят из 5 члеников (у самцов это число редуцировано до двух и трёх). Оцеллии отсутствуют. Число шпор на передних, средних и задних ногах равно 2, 4 и 4 (или 2, 2, 2, или 2, 2, 3, или 2, 3, 3) соответственно.

## Систематика
Около 100 видов и около 10 родов. Иногда рассматривают в составе надсемейства Phryganeoidea Leach, 1815.
- Adicrophleps Flint, 1965
- Amiocentrus Ross, 1938
- Brachycentrus Curtis 1834[4]
  - Brachycentrus (Brachycentrus) Curtis, 1834
  - Brachycentrus (Oligoplectrodes) Martynov, 1909
  - Brachycentrus (Oligoplectrum) McLachlan, 1868
  - Brachycentrus (Sphinctogaster) Provancher, 1877
  - Brachycentrus (Sychnothrix) Flint, 1984
- Dolichocentrus Martynov, 1935
- Eobrachycentrus Wiggins, 1965
- Hummeliella
- Micrasema McLachlan, 1876
- Tsudaea Nozaki, 2009 — Япония[6]